# Solana
Solana – jednostka osadnicza w Stanach Zjednoczonych, w stanie Floryda, w hrabstwie Charlotte.